# Elecciones parlamentarias de Moldavia de 2021
Las elecciones parlamentarias de Moldavia de 2021 se realizaron en Moldavia el domingo 11 de julio de 2021. Tras la renuncia de Ion Chicu, el cargo de Primer Ministro quedó vacante, y el Parlamento se vio obligado a formar un nuevo gobierno en un plazo de tres meses. Tras la expiración del mandato constitucional y dos intentos fallidos de obtener la aprobación parlamentaria de los gabinetes propuestos, el Tribunal Constitucional dictaminó el 15 de abril que se cumplían las circunstancias que justificaban la disolución del Parlamento. La presidenta Maia Sandu firmó el decreto de disolución del Parlamento el 28 de abril y se convocaron elecciones parlamentarias anticipadas.
El Partido Acción y Solidaridad (PAS) recibió el 52,80% de los votos y ganó 63 escaños, obteniendo la mayoría en el parlamento de 101 escaños. La alianza Bloque Electoral de Comunistas y Socialistas (BECS) recibió el 27,17% de los votos y ganó 32 escaños, mientras que el Partido Șor recibió el 5,74% de los votos y ganó seis escaños. Ningún otro partido o alianza alcanzó el umbral electoral requerido para ganar un escaño.

## Sistema electoral
Los 101 escaños del Parlamento se eligen por representación proporcional por lista de partidos en una única circunscripción nacional. Una lista electoral puede contener de 51 a 103 candidatos. El umbral electoral a nivel nacional varía según el tipo de lista; para partidos u organizaciones individuales es del 5%; para un bloque electoral de dos o más partidos es del 7%. Para los candidatos independientes, el umbral es del 2%.

## Antecedentes
La Constitución de Moldavia exige que se forme un gobierno dentro de los tres meses posteriores a la proclamación de los resultados oficiales de las elecciones parlamentarias por parte del Tribunal Constitucional. Los resultados de las elecciones del 24 de febrero se confirmaron el 9 de marzo. El 8 de junio, el Partido de los Socialistas de Moldavia (PSRM) y la alianza ACUM (PAS y DA) formaron un gobierno de coalición dirigido por Maia Sandu. Sin embargo, el Partido Demócrata (PDM) presentó una petición a la Corte Suprema, alegando que el gobierno no se había formado a tiempo. El tribunal interpretó el plazo de tres meses como 90 días, lo que significaba que el plazo vencía el 7 de junio, y concluyó que debían celebrarse elecciones anticipadas. Al día siguiente, la Corte suspendió al presidente Igor Dodon (un exlíder del PSRM) de ejercer sus poderes y deberes presidenciales por no disolver el parlamento, y nombró al ex primer ministro Pavel Filip del PDM como presidente interino. Posteriormente, Filip emitió un decreto en el que pedía elecciones anticipadas para el 6 de septiembre.
Dodon y la coalición PSRM-ACUM calificaron el proceso de ilegal. Los gobiernos de Rusia, Francia, Alemania, Polonia, Suecia y el Reino Unido reconocieron al gabinete Sandu recién formado como el gobierno legítimo. El 14 de junio, Filip dimitió y permitió que el gobierno del PSRM-ACUM asumiera el cargo. Sin embargo, el nuevo gobierno fue posteriormente derrotado en una moción de censura en el Parlamento el 12 de noviembre de 2019 en una disputa sobre un proyecto de ley asumido por el gobierno para delegar una parte de sus poderes plenarios al primer ministro para proponer una "lista corta" con los candidatos al cargo de fiscal general.
Otro nuevo gobierno del PSRM-PDM, encabezado por Ion Chicu, se formó el 14 de noviembre de 2019. El Partido Demócrata abandonó la coalición el 7 de noviembre de 2020, durante las elecciones presidenciales de Moldavia de 2020, para permitir la formación de un nuevo gobierno bajo el nuevo presidente.  El gabinete de Chicu permaneció en el cargo como un gobierno minoritario, apoyado por el Partido Șor, con los ministros del PDM siendo reemplazados por independientes. La ex primera ministra y líder del PAS (ACUM), Maia Sandu, fue elegida presidenta el 15 de noviembre de 2020. Chicu renunció el 23 de diciembre, horas antes de una moción de censura patrocinada por el PAS. Fue reemplazado de forma interina por Aureliu Ciocoi. Se esperan elecciones anticipadas a principios de 2021.

## Resultados
| Partido                                                          | Partido                                             | Votos     | %      | Escaños | +/-   |
| ---------------------------------------------------------------- | --------------------------------------------------- | --------- | ------ | ------- | ----- |
|                                                                  | Partido de Acción y Solidaridad                     | 774,754   | 52,80  | 63      | 48    |
|                                                                  | Bloque Electoral de Comunistas y Socialistas        | 398,678   | 27,17  | 32      | 3     |
|                                                                  | Partido Șor                                         | 84,185    | 5,74   | 6       | 1     |
|                                                                  | Bloque Electoral "Renato Usatîi"                    | 60,100    | 4,10   | 0       | 0     |
|                                                                  | Partido de la Plataforma de la Dignidad y la Verdad | 34,181    | 2,33   | 0       | 11    |
|                                                                  | Partido Demócrata de Moldavia                       | 26,542    | 1,81   | 0       | 30    |
|                                                                  | Partido Democracia en Casa                          | 21,257    | 1,45   | 0       | 0     |
|                                                                  | Partido Nosotros Construimos Europa en Casa         | 18,777    | 1,28   | 0       | Nuevo |
|                                                                  | Partido Acción Colectiva - Congreso Cívico          | 11,265    | 0,77   | 0       | Nuevo |
|                                                                  | Alianza para la Unión de los Rumanos                | 7,219     | 0,49   | 0       | Nuevo |
|                                                                  | Partido de la Unidad Nacional                       | 6,646     | 0,45   | 0       | Nuevo |
|                                                                  | Partido del Desarrollo y la Consolidación           | 6,314     | 0,43   | 0       | Nuevo |
|                                                                  | Esperanza – Movimiento Profesional                  | 2,812     | 0,19   | 0       | 0     |
|                                                                  | Veaceslav Valico (candidato independiente)          | 2,514     | 0,17   | 0       | 0     |
|                                                                  | Partido del Cambio                                  | 2,453     | 0,17   | 0       | Nuevo |
|                                                                  | Partido del Poder Popular                           | 1,613     | 0,11   | 0       | Nuevo |
|                                                                  | Partido del Pueblo Trabajador                       | 1,467     | 0,10   | 0       | Nuevo |
|                                                                  | Partido de la Ley y la Justicia                     | 1,447     | 0,10   | 0       | Nuevo |
|                                                                  | Nueva Opción Histórica                              | 1,432     | 0,10   | 0       | Nuevo |
|                                                                  | Partido de las Regiones                             | 1,254     | 0,09   | 0       | 0     |
|                                                                  | Partido Verde Ecologista                            | 1,202     | 0,08   | 0       | 0     |
|                                                                  | Patriotas de Moldavia                               | 896       | 0,06   | 0       | Nuevo |
|                                                                  | Partido Nuevo                                       | 2,514     | 0.17   | 0       | Nuevo |
|                                                                  | Independientes                                      | 197       | 0,01   | 0       | 3     |
| Votos válidos                                                    |                                                     |           |        |         |       |
| Votos nulos/en blanco                                            |                                                     |           |        |         |       |
| Total                                                            | Total                                               | 1.477.574 | 100.00 | 0       | 101   |
| Votantes registrados/participación                               | Votantes registrados/participación                  | 3.282.783 | 48,41  | -       | -     |
| Fuente: CEC Archivado el 12 de julio de 2021 en Wayback Machine. |                                                     |           |        |         |       |